# Take Off (album)
Pour les articles homonymes, voir TAKE OFF.
Albums de Passpo
CHECK-IN
(7 décembre 2011)
TAKE☆OFF est le premier album de Passpo☆ et le seul sous le label Jolly Roger. Il est sorti le 8 décembre 2010.

## Historique
TAKE☆OFF, annoncé le 16 octobre 2010, est le premier album de Passpo☆, paru le 8 décembre 2010 au Japon.
Deux versions sont disponibles, une version normale et une version limitée[réf. nécessaire] .

## Liste des pistes
| 1.  | Let It Go!!                                                                  | |  |
| 2.  | GPP                                                                          | |  |
| 3.  | Go On A Highway                                                              | |  |
| 4.  | Pretty Lie                                                                   | Pretty Lie signifie Joli Mensonge.                                                                       |  |
| 5.  | 無敵GIRL (Muteki GIRL)                                                       | Muteki GIRL signifie Fille Invincible.                                                                   |  |
| 6.  | BREAK OUT!!                                                                  | |  |
| 7.  | LA LA LOVE TRAIN〜恋の片道切符〜 (LA LA LOVE TRAIN -Koi no Katamichi Kippu-) | LA LA LOVE TRAIN -Koi no Katamichi Kippu- signifie LA LA le Train de l'Amour -L'Aller Simple de l'Amour- |  |
| 8.  | ハレルヤ (Hallelujah)                                                        | |  |
| 9.  | 夏空ダッシュ (Natsuzora Dash)                                                | Natsuzora Dash signifie La Course Folle du Ciel Estival.                                                 |  |
| 10. | 夢パスポート (Yume Passport)                                                 | Yume Passport signifie Passeport rêve.                                                                   |  |
| 11. | サクラ色 (Sakura Iro / Couleur cerisier)                                     | Sakura Iro signifie couleur cerisier.                                                                    |  |
| 12. | Let It Go!!(オーケストラVer) (Let It Go!!(version orchestre))                | |  |
| 13. | Let It Go!!(オルゴールVer) (Let It Go!!(version boîte à musique))            | |  |
| 14. | サクラ色(オーケストラVer) (Sakura Iro (version orchestre))                   | |  |

| 1. | GPP (PV) (GPP (vidéo promotionnelle))                 |  |  |  |
| 2. | Let It Go!! (PV) (Let It Go!! (vidéo promotionnelle)) |  |  |  |
| 3. | ハレルヤ (PV) (Hallelujah (vidéo promotionnelle))     |  |  |  |
| 4. | サクラ色 (PV) (Sakura Iro (vidéo promotionnelle))     |  |  |  |
| 5. | GPPメイキング (GPP Making-of)                         |  |  |  |
| 6. | ハレルヤメイキング (Hallelujah Making-of))            |  |  |  |